# 红腹火雀
红腹火雀（学名：Lagonosticta rhodopareia）是梅花雀科火雀属的一种，广泛见于南部非洲。其全球活动范围有2,600,000平方千米。分布于安哥拉、博茨瓦纳、乍得、刚果民主共和国、厄立特里亚、埃塞俄比亚、肯尼亚、马拉维、马里、莫桑比克、纳米比亚、南非、苏丹、斯威士兰、坦桑尼亚、乌干达、赞比亚和津巴布韦。该物种的保护状况被评为无危。

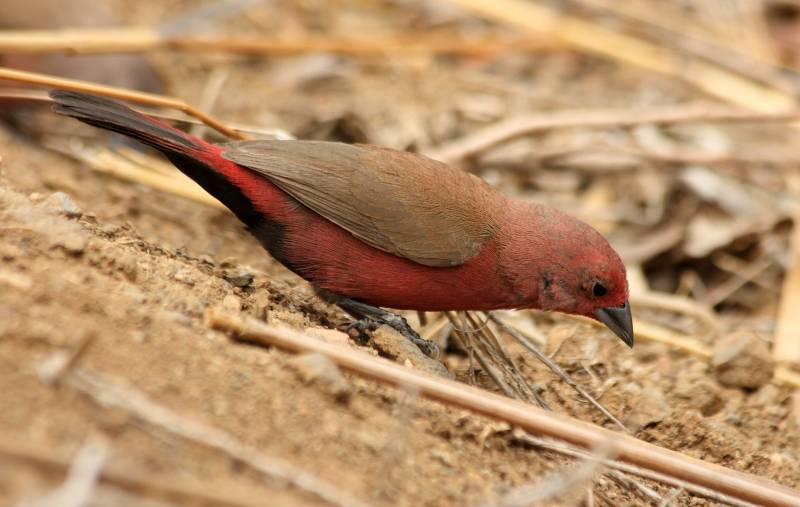
雄鸟